# Liste der Biografien/Wagi
Liste der Biografien |
Portal Biografien |
Personensuche
# |
A |
B |
C |
D |
E |
F |
G |
H |
I |
J |
K |
L |
M |
N |
O |
P |
Q |
R |
S |
T |
U |
V |
W |
X |
Y |
Z |
?
 
Wa |
Wc |
Wd |
We |
Wh |
Wi |
Wj |
Wl |
Wn |
Wo |
Wr |
Ws |
Wt |
Wu |
Ww |
Wy |
Wz
 
Waa |
Wab |
Wac |
Wad |
Wae |
Waf |
Wag |
Wah |
Wai |
Waj |
Wak |
Wal |
Wam |
Wan |
Wao |
Wap |
Waq |
War |
Was |
Wat |
Wau |
Wav |
Waw |
Wax |
Way |
Waz
 
Waga |
Wagb |
Wagd |
Wage |
Wagg |
Wagh |
Wagi |
Wagl |
Wagm |
Wagn |
Wago |
Wags |
Wagt |
Wagu
Die Liste der Biografien führt alle Personen auf, die in der deutschsprachigen Wikipedia einen Artikel haben. Dieses ist eine Teilliste mit 10 Einträgen von Personen, deren Namen mit den Buchstaben „Wagi“ beginnt.

## Wagi

### Wagih
- Wagih, Amir (* 1967), ägyptischer Squashspieler und -trainer
- Wagih, Andrew (* 1990), ägyptischer Squashspieler

### Wagin
- Wagin, Ben (1930–2021), deutscher Künstler
- Wagin, Merkuri († 1712), russischer Entdecker und Polarforscher
- Waginger, Alice, österreichische Sängerin und Autorin
- Waginger, Eva, Wirtschaftswissenschaftlerin
- Waginger, Michael (1642–1713), österreichischer Maler
- Waginger, Michael (* 1979), deutscher Eishockeyspieler
- Waginow, Konstantin Konstantinowitsch (1899–1934), russischer Dichter

### Wagis
- Wagishauser, Abdullah (* 1950), deutscher Präsident (Emir) der „Ahmadiyya Muslim Jamaat in der Bundesrepublik Deutschland e. V.“Abdullah Wagishauser (* 1950)

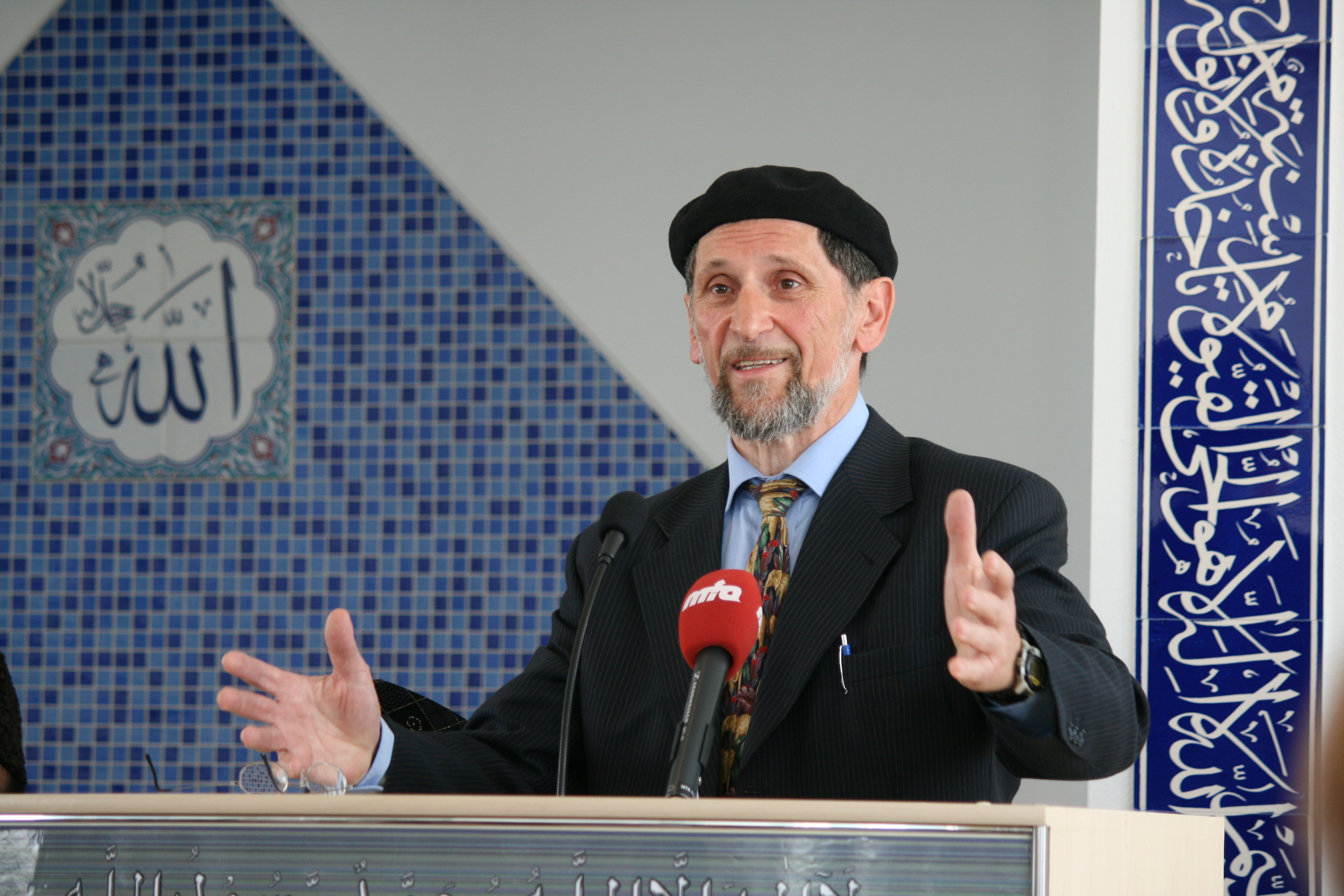
Abdullah Wagishauser (* 1950)